# 三富温泉
三富温泉（みとみおんせん）は山梨県山梨市三富川浦にある温泉。北方面にある川浦温泉と三富温泉郷を構成している。

## 泉質
- ナトリウム・カルシウム-硫酸塩泉
  - 泉温　52℃

## 温泉地
笛吹川上流、西沢渓谷に向かう途中に温泉地が位置。「三富温泉」と「一の橋温泉」の2つの温泉に分かれている。
三富温泉としては標高700メートルの山あいに一軒宿「白龍閣」が存在、一の橋温泉としては一軒宿「一之橋館」が存在する。2軒ともに日帰り入浴可能。

## 歴史
一の橋温泉の開湯は400年前の慶長年間と言われている。

## アクセス
鉄道
- JR中央本線山梨市駅よりバスで40分。

自動車
- 中央自動車道勝沼ICより車で50分。